# Múscul abductor curt del polze
El múscul abductor curt del polze o abductor curt del dit polze (musculus abductor pollicis brevis) és un múscul aplanat i curt de la mà que es troba a la regió palmar externa, a l'eminència tenar. La seva funció és l'abducció del dit polze.

## Estructura
L'abductor curt del polze és un múscul pla i prim localitzat just per sota de la pell del palmell de la mà. Forma part de l'eminència tènar i, per tant, contribueix a formar la prominència del palmell de la mà, en la zona proximal al polze.
S'origina, en l'os escafoide, el lligament anul·lar anterior del carp i el tendó del múscul abductor llarg. Ocasionalment, té fibres inserides en el tubercle de l'os trapezoide.
El múscul corre lateralment fins a inserir-se mitjançant un tendó pla i prim en l'extrem superior de la base de la primera falange del dit polze i en la càpsula de l'articulació que uneix el metacarpià amb la falange.

## Innervació
L'abductor curt del polze generalment està innervat pel nervi medià, a través de la branca tènar. Ocasionalment, està innervat, completament o en part, per una branca del nervi cubital.

## Acció
L'abducció del polze està definit com el moviment perpendicular al palmell de la mà, que separa el polze de la mà. Per això, el múscul abductor curt del polze és anomenat també múscul separador del polze i participa en aquest moviment, ja que actua tant per l'articulació carpometacarpiana com per la metacarpofalàngica. També contribueix a l'oposició i extensió del polze, facilita l'acció en la qual el polze circumda al voltant del seu eix.

## Imatges

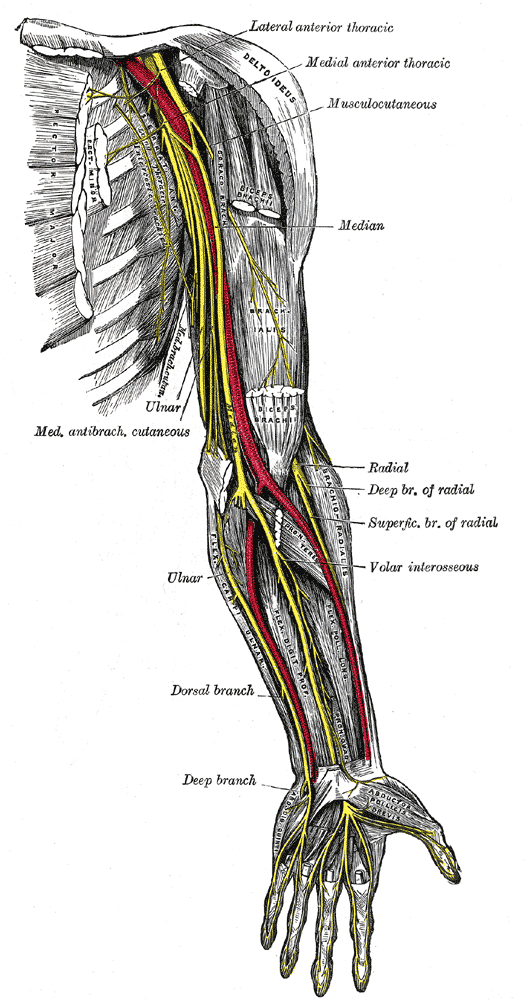
Nervis de l'extremitat superior esquerra

- Disseccions on es pot observar el múscul abductor curt del polze.

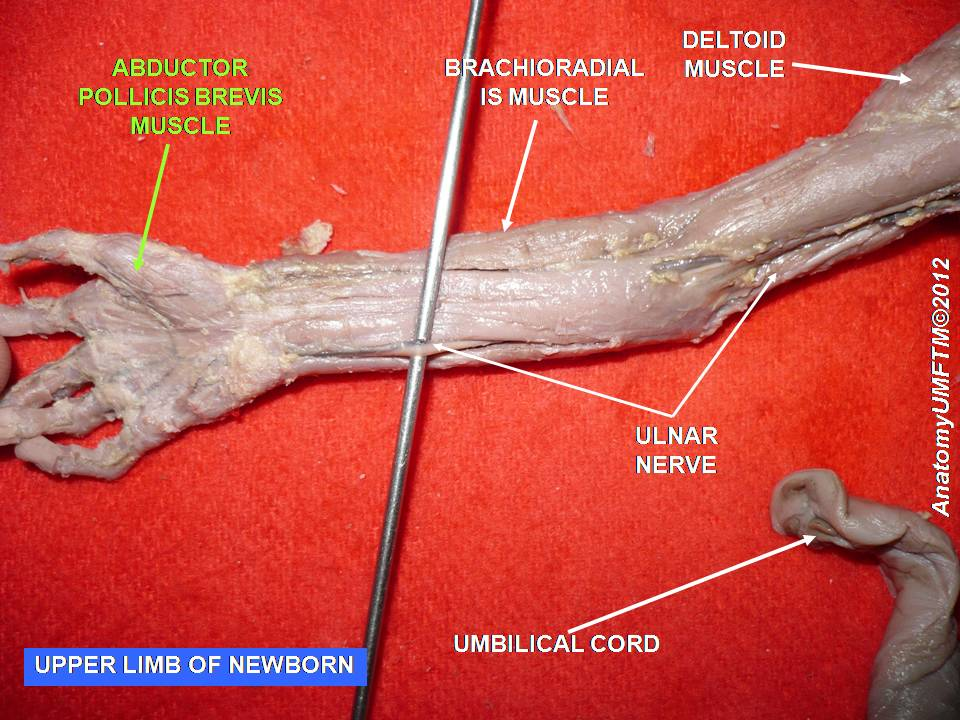
Cadaver dissection
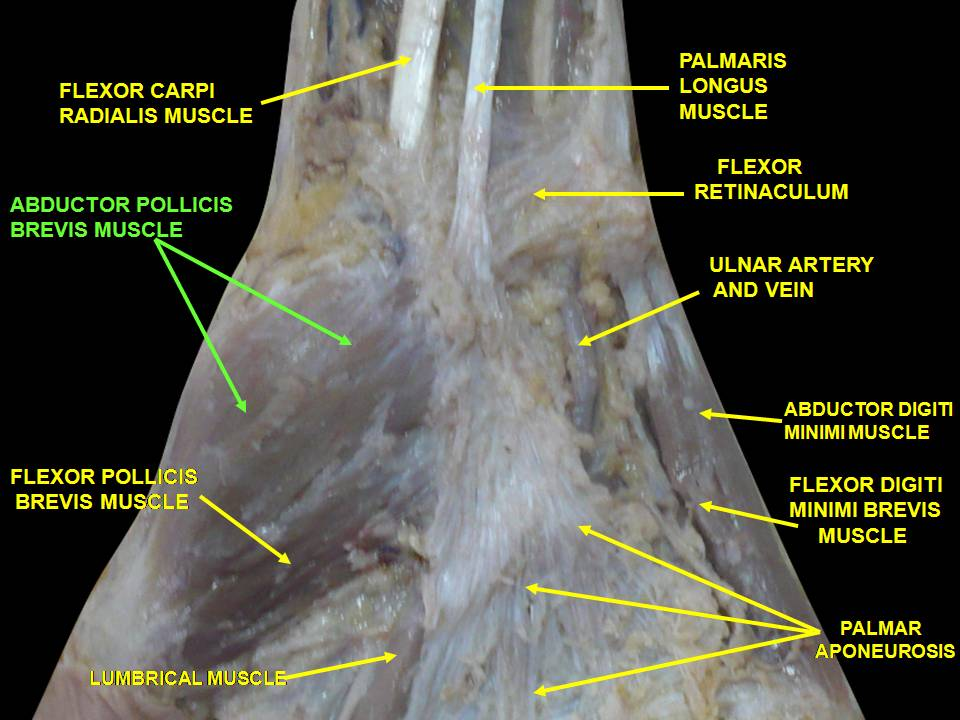
Abductor pollicis brevis muscle
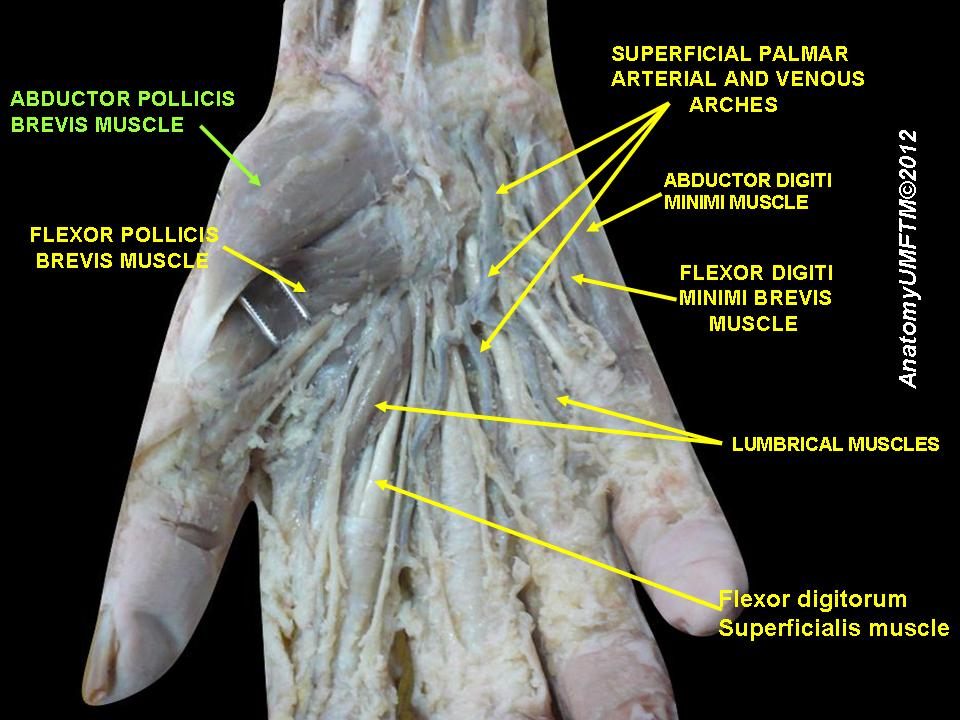
Abductor pollicis brevis muscle
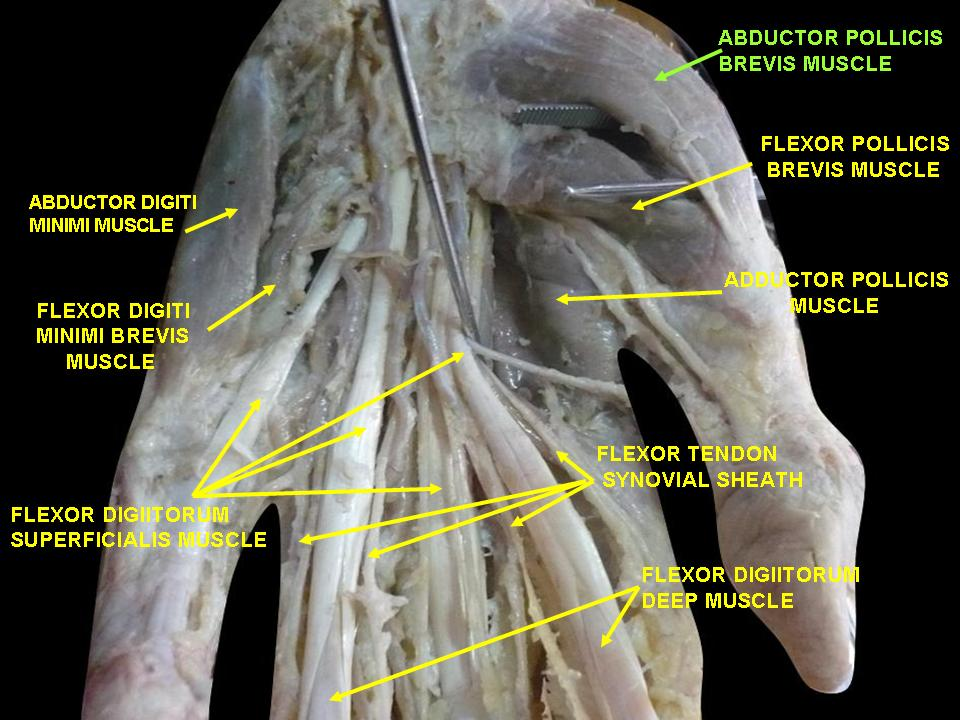
Abductor pollicis brevis muscle
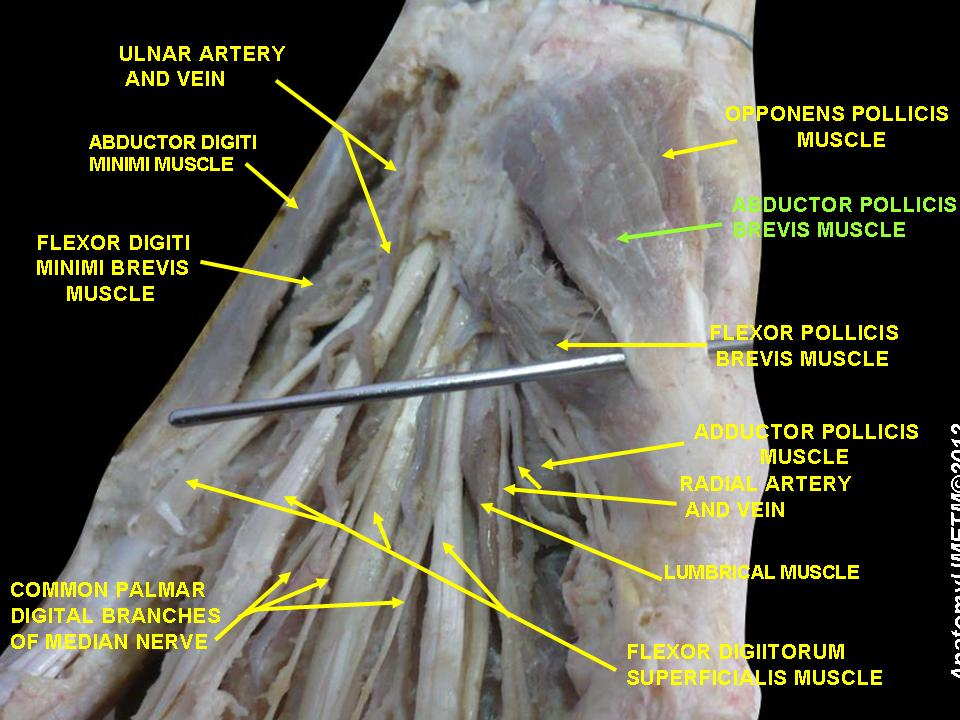
Abductor pollicis brevis muscle
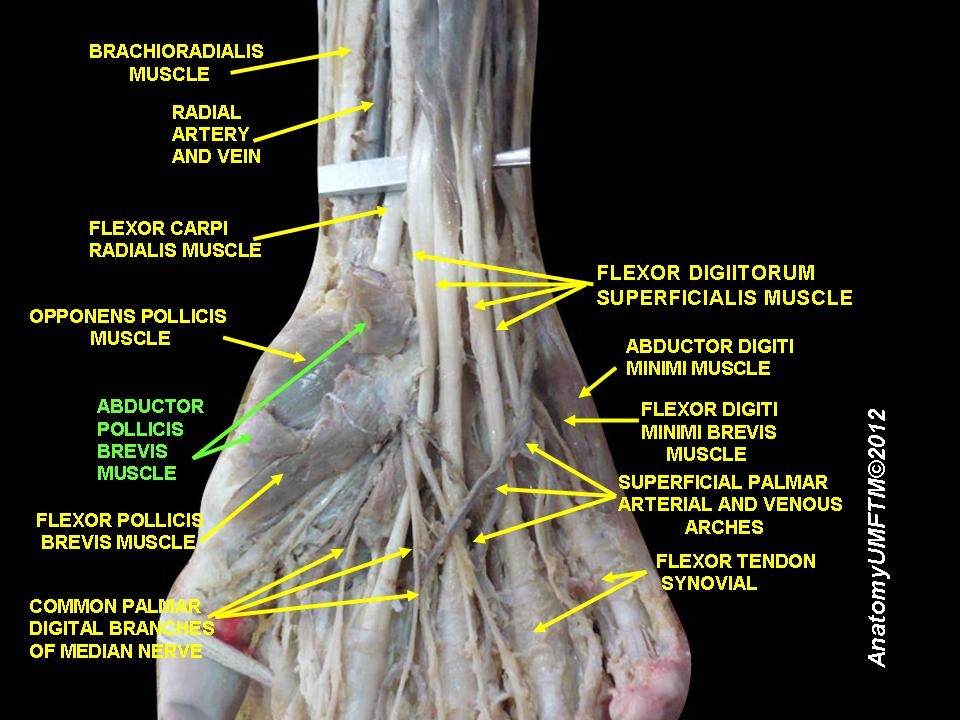
Abductor pollicis brevis muscle
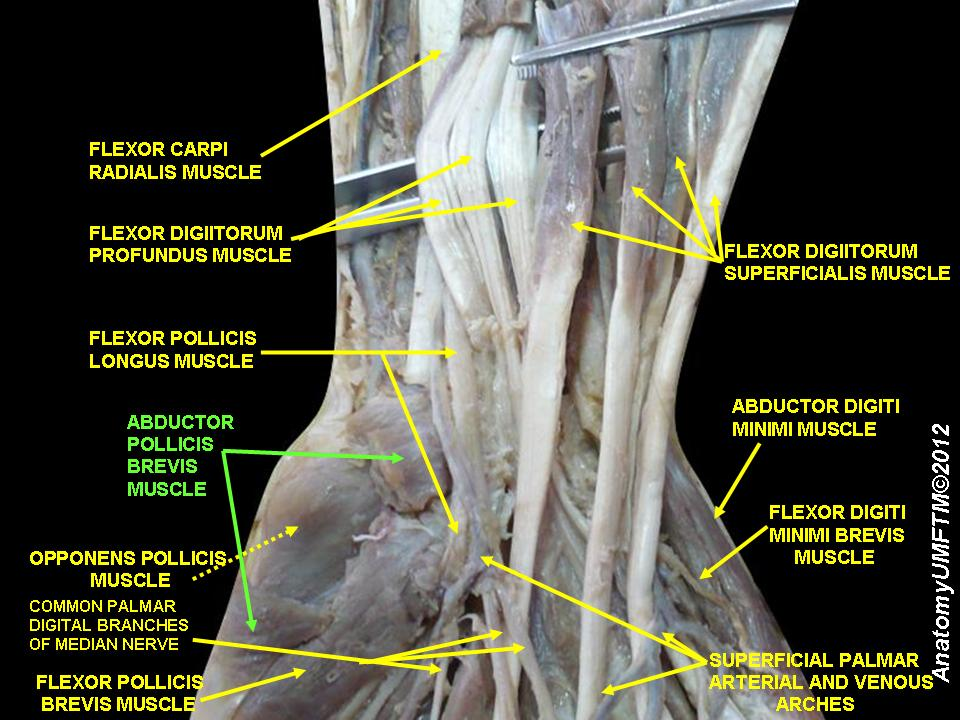
Abductor pollicis brevis muscle
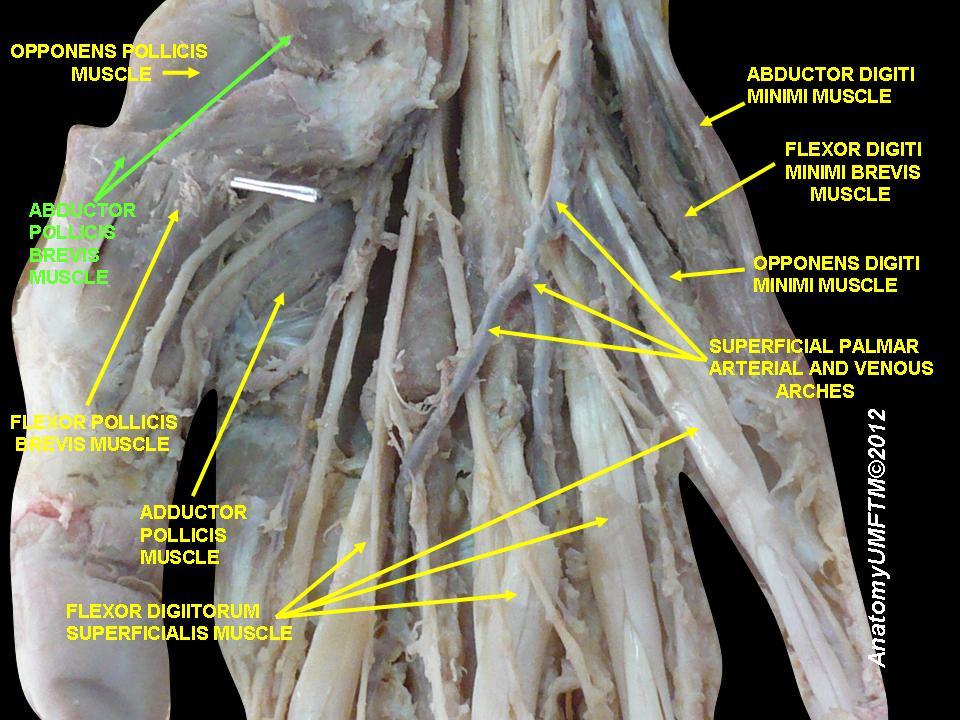
Abductor pollicis brevis muscle
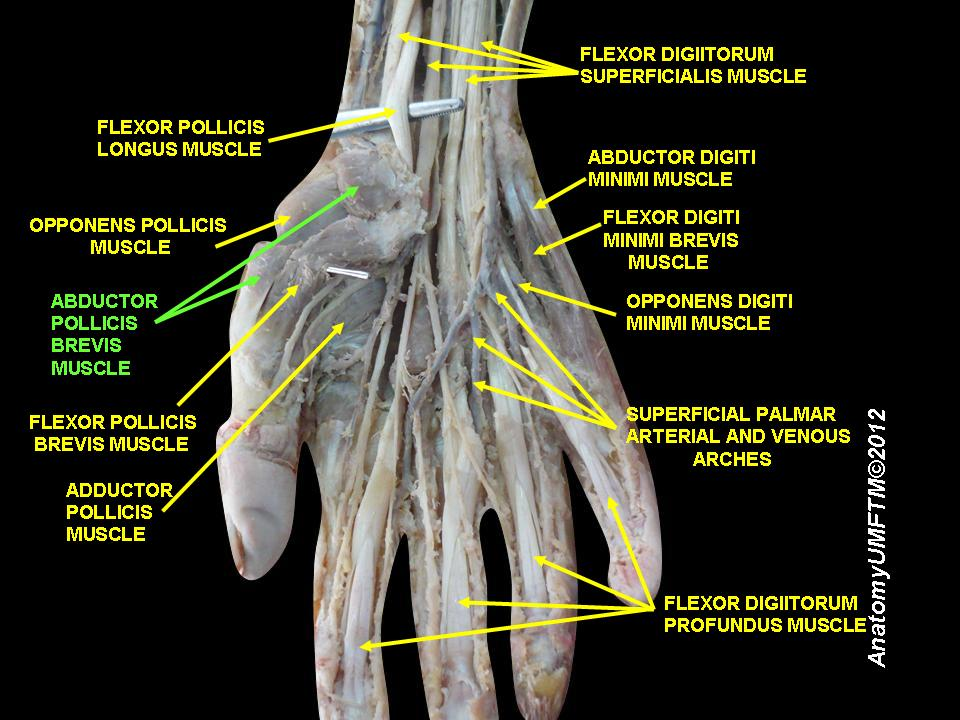
Abductor pollicis brevis muscle
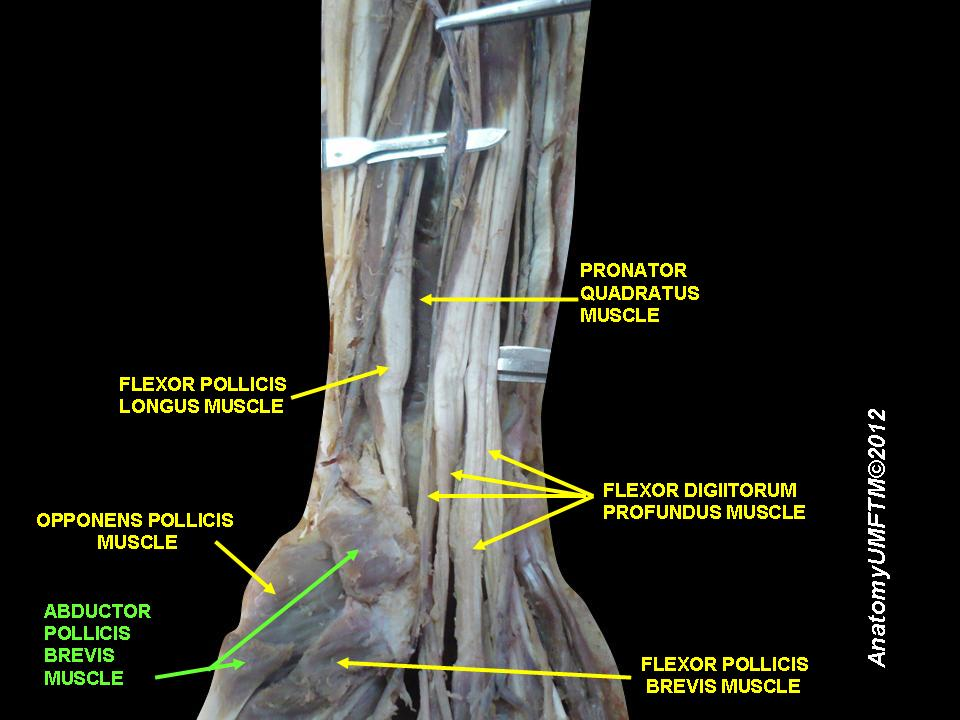
Abductor pollicis brevis muscle
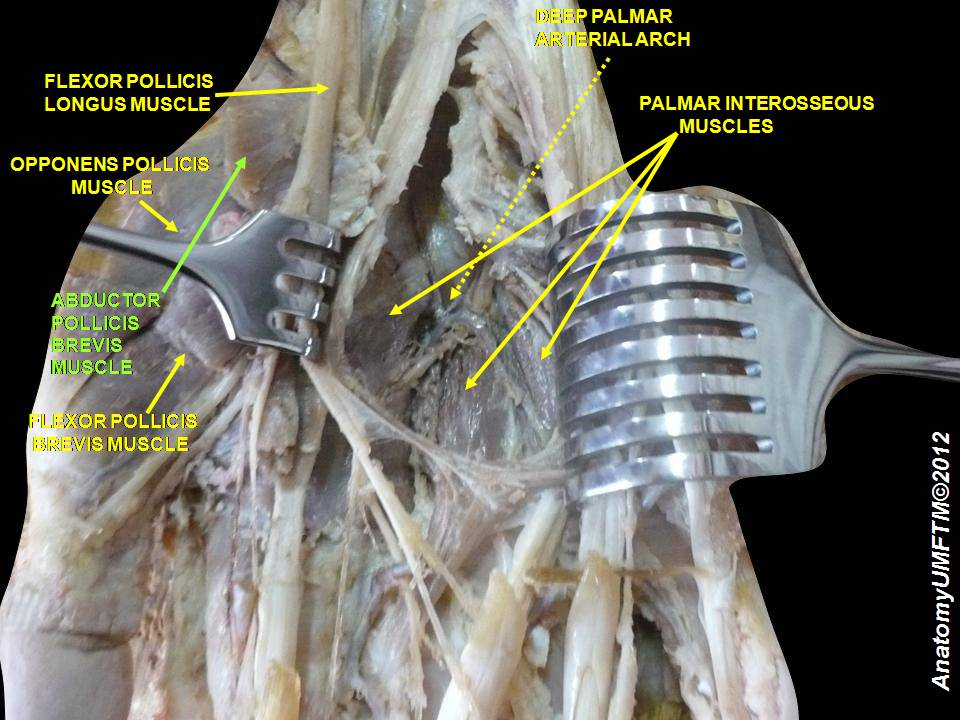
Abductor pollicis brevis muscle
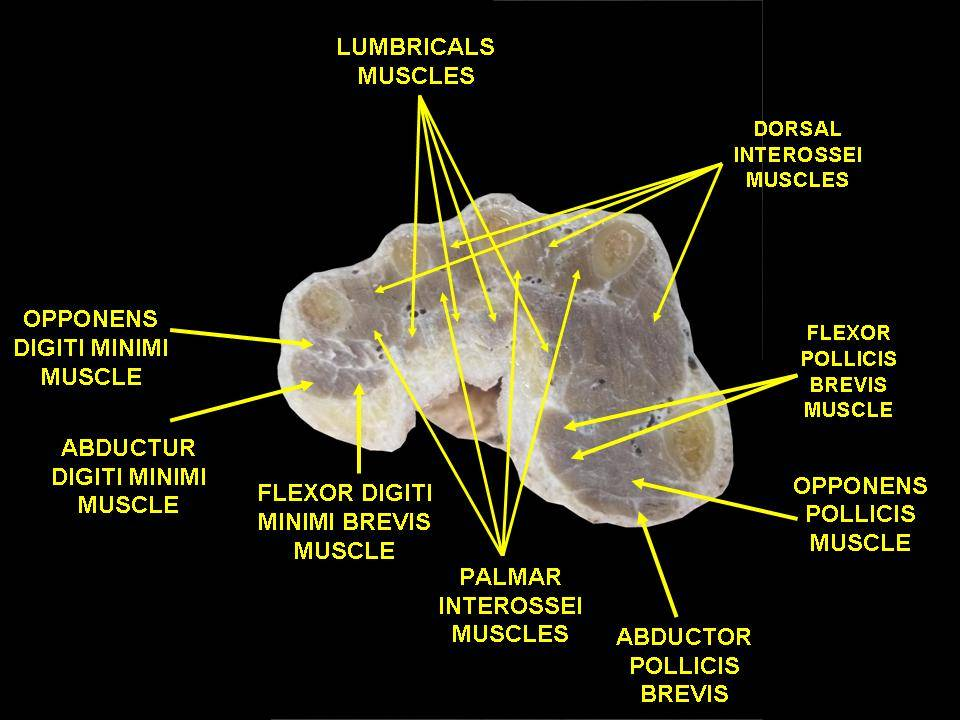
Muscles of hand. Cross section.